# Абдул, Джибрин
Джибрин Абдул (фр. Djibrine Abdoul) — чадский дипломат. Чрезвычайный и полномочный посол Чада в Российской Федерации с 28 мая 1998 года и на Украине по совместительству.

## Биография
Окончил Университет Орлеана, юридический факультет и Институт международных отношений Камеруна.
С 2006 г. на дипломатической службе. Директор по международным экономическим отношениям МИД Чада, советник посольства Чада в Триполи, генеральный секретарь Министерства иностранных дел Чада.
В 2009—2015 гг. чрезвычайный и полномочный посол Республики Чад в Российской Федерации, по совместительству — в Украине, Болгарии, Польши, Чехии и Венгрии.
Дипломатический советник президента Чада, генеральный директор Государственного протокола Чада.